# Astana City (equip ciclista)
L'equip Astana City (codi UCI: TSE), conegut anteriorment com a Seven Rivers, és un equip ciclista professional kazakh. Té categoria continental i fa d'equip reserva de l'equip Team Astana.
Es va crear al 2015 a partir de molts components del desaparegut Continental Team Astana.

## Principals resultats
- Gran Premi ISD: Nurbolat Kulimbetov (2016)

### A les grans voltes
- Giro d'Itàlia
  - 0 participacions

- Tour de França
  - 0 participacions

- Volta a Espanya
  - 0 participacions

## Composició de l'equip
| \| Llista de l'equip 2015 \| Llista de l'equip 2015 \| Llista de l'equip 2015 \| Llista de l'equip 2015 \| \| Ciclista \| Data de naixement \| Equip previ \| \| \| ------------------------------------- \| ---------------------- \| ---------------------- \| ---------------------- \| \| Galim Akhmetov \| 20 de març de 1995 \| \| \| \| Pavel Gatskiy \| 1 de gener de 1991 \| \| \| \| Nurbolat Kulimbetov \| 9 de maig de 1992 \| \| \| \| Anton Kuzmin \| 20 de novembre de 1996 \| \| \| \| Yuriy Natarov \| 28 de desembre de 1996 \| \| \| \| Matvei Nikitin \| 2 de juliol de 1992 \| \| \| \| Nikita Panassenko \| 18 de març de 1992 \| \| \| \| Roman Semyonov \| 23 de gener de 1993 \| \| \| \| Sergey Shemyakin \| 31 de agost de 1995 \| \| \| \| Grigoriy Shtein \| 6 de març de 1996 \| \| \| \| Nikita Stalnow (1 de ago–31 de des) \| 14 de setembre de 1991 \| \| \| \| Artiom Zakhàrov (9 de juny–31 de des) \| 27 de octubre de 1991 \| Vino 4ever (2014) \| \| \| \| \| \| \| \| Font: UCI \| \| \| \| |                        |                   |  |
| Llista de l'equip 2015 |                        |                   |  |
| Ciclista | Data de naixement      | Equip previ       |  |
| Galim Akhmetov | 20 de març de 1995     |                   |  |
| Pavel Gatskiy | 1 de gener de 1991     |                   |  |
| Nurbolat Kulimbetov | 9 de maig de 1992      |                   |  |
| Anton Kuzmin | 20 de novembre de 1996 |                   |  |
| Yuriy Natarov | 28 de desembre de 1996 |                   |  |
| Matvei Nikitin | 2 de juliol de 1992    |                   |  |
| Nikita Panassenko | 18 de març de 1992     |                   |  |
| Roman Semyonov | 23 de gener de 1993    |                   |  |
| Sergey Shemyakin | 31 de agost de 1995    |                   |  |
| Grigoriy Shtein | 6 de març de 1996      |                   |  |
| Nikita Stalnow (1 de ago–31 de des) | 14 de setembre de 1991 |                   |  |
| Artiom Zakhàrov (9 de juny–31 de des) | 27 de octubre de 1991  | Vino 4ever (2014) |  |
| |                        |                   |  |
| Font: UCI |                        |                   |  |

| \| Llista de l'equip 2016 \| Llista de l'equip 2016 \| Llista de l'equip 2016 \| Llista de l'equip 2016 \| \| Ciclista \| Data de naixement \| Equip previ \| \| \| ------------------------------------------- \| ---------------------- \| ---------------------- \| ---------------------- \| \| Galim Akhmetov \| 20 de març de 1995 \| \| \| \| Yuriy Chsherbinin \| 6 de març de 1996 \| \| \| \| Vadim Galéiev \| 7 de febrer de 1992 \| Vino 4-ever (2015) \| \| \| Pavel Gatskiy \| 1 de gener de 1991 \| \| \| \| Nurbolat Kulimbetov \| 9 de maig de 1992 \| \| \| \| Anton Kuzmin \| 20 de novembre de 1996 \| \| \| \| Sergey Luchshenko \| 25 de juny de 1994 \| \| \| \| Sultanmurat Miraliyev (1 de juny–31 de des) \| 13 de octubre de 1990 \| \| \| \| Yuriy Natarov \| 28 de desembre de 1996 \| \| \| \| Matvei Nikitin \| 2 de juliol de 1992 \| \| \| \| Nikita Panassenko (7 de juny–31 de des) \| 18 de març de 1992 \| \| \| \| Maxim Satlikov \| 20 de gener de 1997 \| \| \| \| Grigoriy Shtein \| 6 de març de 1996 \| \| \| \| Nikita Stalnow \| 14 de setembre de 1991 \| \| \| \| Vladimir Tsoy \| 25 de abril de 1997 \| \| \| \| Alisher Zhumakan (1 de juny–31 de des) \| 17 de gener de 1997 \| \| \| \| \| \| \| \| \| Fonts: ProCyclingStats Cycling Archives \| \| \| \| |                        |                    |  |
| Llista de l'equip 2016 |                        |                    |  |
| Ciclista | Data de naixement      | Equip previ        |  |
| Galim Akhmetov | 20 de març de 1995     |                    |  |
| Yuriy Chsherbinin | 6 de març de 1996      |                    |  |
| Vadim Galéiev | 7 de febrer de 1992    | Vino 4-ever (2015) |  |
| Pavel Gatskiy | 1 de gener de 1991     |                    |  |
| Nurbolat Kulimbetov | 9 de maig de 1992      |                    |  |
| Anton Kuzmin | 20 de novembre de 1996 |                    |  |
| Sergey Luchshenko | 25 de juny de 1994     |                    |  |
| Sultanmurat Miraliyev (1 de juny–31 de des) | 13 de octubre de 1990  |                    |  |
| Yuriy Natarov | 28 de desembre de 1996 |                    |  |
| Matvei Nikitin | 2 de juliol de 1992    |                    |  |
| Nikita Panassenko (7 de juny–31 de des) | 18 de març de 1992     |                    |  |
| Maxim Satlikov | 20 de gener de 1997    |                    |  |
| Grigoriy Shtein | 6 de març de 1996      |                    |  |
| Nikita Stalnow | 14 de setembre de 1991 |                    |  |
| Vladimir Tsoy | 25 de abril de 1997    |                    |  |
| Alisher Zhumakan (1 de juny–31 de des) | 17 de gener de 1997    |                    |  |
| |                        |                    |  |
| Fonts: ProCyclingStats Cycling Archives |                        |                    |  |

| \| Llista de l'equip 2017 \| Llista de l'equip 2017 \| Llista de l'equip 2017 \| Llista de l'equip 2017 \| \| Ciclista \| Data de naixement \| Equip previ \| \| \| ---------------------- \| ---------------------- \| ---------------------- \| ---------------------- \| \| Galim Akhmetov \| 20 de març de 1995 \| \| \| \| Yuriy Chsherbinin \| 6 de març de 1996 \| \| \| \| Ilya Gorbushin \| 18 de maig de 1998 \| \| \| \| Nurbolat Kulimbetov \| 9 de maig de 1992 \| \| \| \| Anton Kuzmin \| 20 de novembre de 1996 \| \| \| \| Sergey Luchshenko \| 25 de juny de 1994 \| \| \| \| Yuriy Natarov \| 28 de desembre de 1996 \| \| \| \| Matvei Nikitin \| 2 de juliol de 1992 \| \| \| \| Nikita Panassenko \| 18 de març de 1992 \| \| \| \| Vadim Pronskiy \| 4 de juny de 1998 \| \| \| \| Maxim Satlikov \| 20 de gener de 1997 \| \| \| \| Grigoriy Shtein \| 6 de març de 1996 \| \| \| \| Vladimir Tsoy \| 25 de abril de 1997 \| \| \| \| Dinmukhammed Ulysbayev \| 21 de juliol de 1998 \| \| \| \| \| \| \| \| \| Font: UCI \| \| \| \| |                        |             |  |
| Llista de l'equip 2017 |                        |             |  |
| Ciclista | Data de naixement      | Equip previ |  |
| Galim Akhmetov | 20 de març de 1995     |             |  |
| Yuriy Chsherbinin | 6 de març de 1996      |             |  |
| Ilya Gorbushin | 18 de maig de 1998     |             |  |
| Nurbolat Kulimbetov | 9 de maig de 1992      |             |  |
| Anton Kuzmin | 20 de novembre de 1996 |             |  |
| Sergey Luchshenko | 25 de juny de 1994     |             |  |
| Yuriy Natarov | 28 de desembre de 1996 |             |  |
| Matvei Nikitin | 2 de juliol de 1992    |             |  |
| Nikita Panassenko | 18 de març de 1992     |             |  |
| Vadim Pronskiy | 4 de juny de 1998      |             |  |
| Maxim Satlikov | 20 de gener de 1997    |             |  |
| Grigoriy Shtein | 6 de març de 1996      |             |  |
| Vladimir Tsoy | 25 de abril de 1997    |             |  |
| Dinmukhammed Ulysbayev | 21 de juliol de 1998   |             |  |
| |                        |             |  |
| Font: UCI |                        |             |  |

## Classificacions UCI
L'equip participa en les proves dels circuits continentals i principalment en les curses del calendari de l'UCI Europa Tour.
UCI Àsia Tour
| Temporada | Classificació per equips | Millor ciclista en la classificació individual |
| --------- | ------------------------ | ---------------------------------------------- |
| 2015      | 41è                      | Nikita Stalnov (176è)                          |
| 2016      | 29è                      | Matvei Nikitin (148è)                          |
| 2017      | 29è                      | Matvei Nikitin (164è)                          |

UCI Europa Tour
| Temporada | Classificació per equips | Millor ciclista en la classificació individual |
| --------- | ------------------------ | ---------------------------------------------- |
| 2015      | 67è                      | Matvei Nikitin (192è)                          |
| 2016      | 47è                      | Nikita Stalnov (127è)                          |
| 2017      | 86è                      | Galym Akhmetov (723è)                          |